# UEFA Cup finalen 1982
UEFA Cup finalen 1982 var to fodboldkampe som skulle finde vinderen af UEFA Cup 1981-82. De blev spillet den 5. og 19. maj 1982 imellem svenske IFK Göteborg og vesttyske Hamburger SV.
Kampene var kulminationen på den 11. sæson i Europas næststørste klubturnering for hold arrangeret af UEFA siden etableringen af UEFA Cup i 1971. For Göteborg var det første gang de var repræsenteret i en europæisk finale. Det var tyskernes første finale i UEFA Cuppen. I 1980 tabte Hamburg Mesterholdenes Europa Cup finale, og i 1978 vandt de finalen i UEFA Pokalvindernes Turnering, samt tabte i 1968. 
Göteborg vandt samlet 4-0, efter at de i den første kamp hjemme på Ullevi havde vundet 1-0. 14 dage efter på Volksparkstadion i Hamborg fik Hamburger SV ikke mange chancer, og svenskerne vandt returkampen med 3-0. 
Den danske spiller Lars Bastrup fik fuld spilletid i begge kampe for Hamburger SV. 

## Kampene

### 1. kamp
| 5. maj 1982 |

| IFK Göteborg | 1 – 0   | Hamburger SV |
| ------------ | ------- | ------------ |
| Holmgren 87' | Rapport |              |

| Ullevi, Göteborg Tilskuere: 42.548 Dommer: John Carpenter (Irland) |

### 2. kamp
| 19. maj 1982 |

| Hamburger SV | 0 – 3   | IFK Göteborg                                              |
| ------------ | ------- | --------------------------------------------------------- |
|              | Rapport | 25' Corneliusson · 62' Nilsson · 65' (str.) Fredriksson · |

| Volksparkstadion, Hamborg Tilskuere: 57.312 Dommer: George Courtney (England) |